# Georg Fleetwood (1818–1902)
Georg Wilhelm Fleetwood, född 10 januari 1818 på Torpunga i Torpa socken, Södermanland, död 28 december 1902 i Stockholm, var en svensk friherre, militär och hovman. Han var far till Carl Fleetwood.
Georg Fleetwood var son till friherre Carl-Axel Fleetwood och Helena Johanna Fredrika von Baumgarten. Efter att ha varit student blev han 1835 fanjunkare vid Svea livgarde 1835. Fleetwood avlade officersexamen 1835, blev underlöjtnant 1836, löjtnant 1844, kapten 1853 och kammarherre hos kronprinsen samma år. Han blev 1859 kammarherre hos drottningen, major 1861, överstelöjtnant och förste major 1862, kabinettskammarherre 1864 och överste i armén 1866. Fleetwood var överste och chef för Bohusläns regemente  1868–1881, blev tjänstfri vid hovet 1872 och erhöll avsked från krigstjänsten 1883. Han blev 1859 riddare och 1868 kommendör av Dannebrogorden, 1859 officer av belgiska Leopoldsorden, 1860 riddare och 1867 kommendör av Sankt Olavs orden, 1860 riddare av Svärdsorden, 1862 kommendör av Sankt Mauritius- och Lazarusorden samt 1865 riddare av Sankt Annas orden.